# Le Sorcier (film, 1903)
 (juillet 2025).
Pour les articles homonymes, voir Le Sorcier.
Pour plus de détails, voir Fiche technique et Distribution.
Le Sorcier est un film muet français réalisé par Georges Méliès, sorti en 1903 au début du cinéma muet.

## Synopsis
Un sorcier condamné par la justice du roi implore la clémence de sa majesté en promettant de lui montrer de merveilleuses jeunes femmes. Il contente d'abord le Roi grâce à quelques tours de magie, mais il prend peu après la place du roi sur le trône. 

## Fiche technique
- Titre : Le Sorcier ou La Vengeance du Sorcier
- Réalisation : Georges Méliès
- Durée : 4 minutes
- Date de sortie : France : 1903